# رون (موسيقي فرنسي)
رون (بالفرنسية: Rone)‏ هو موسيقي فرنسي، ولد في 20 يونيو 1980 في بولون-بيانكور في فرنسا.

## وصلات خارجية
- الموقع الرسمي
- رون على موقع IMDb (الإنجليزية)
- رون على موقع ألو سيني (الفرنسية)
- رون على موقع ميوزك برينز (الإنجليزية)
- رون على موقع أول ميوزيك (الإنجليزية)
- رون على موقع ديسكوغز (الإنجليزية)